# José Gabilán
José Gabilán Díaz (Madrid, 2 de mayo de 1875-Bilbao, 4 de enero de 1937) fue un político español activo durante la Restauración borbónica.

## Biografía
Nació el 2 de mayo de 1875 en Madrid. En 1915 era señalado como un íntimo de Eduardo Dato. Miembro del comité ejecutivo de la Unión Patriótica (UP) desde la asamblea de julio de 1926, asumiría la presidencia de la organización tras la cesión del dictador. En una carta fechada a 23 de junio de 1928, Miguel Primo de Rivera le esbozó a Gabilán las líneas de actuación y programa del partido, aunque José María Pemán fue el principal ideólogo upetista. Ejercería en la práctica de número dos del partido por detrás de Primo de Rivera. También llegó a ser nombrado vicepresidente de la Asamblea Nacional Consultiva de la dictadura.
Falleció asesinado en Bilbao durante la guerra civil, víctima de la represión en zona republicana, el 4 de enero de 1937 en la matanza en la prisión de los Ángeles Custodios.

## Reconocimientos
- Gran Cruz de la Orden del Mérito Civil (1928)[8]